# Ted Ditchburn
Edwin George ("Ted") Ditchburn (Gillingham, 24 oktober 1921 – 26 december 2005) was een Engels voetballer, die speelde als doelman gedurende zijn carrière. Hij kwam het grootste deel van zijn loopbaan uit voor Tottenham Hotspur. Hij overleed op 84-jarige leeftijd.

## Interlandcarrière
Ditchburn speelde zes interlands voor het Engels voetbalelftal in de periode 1948-1956, en nam deel aan het WK voetbal 1950. Daar was hij tweede keuze achter Bert Williams van Wolverhampton Wanderers, die in alle drie de duels in actie kwam voor The Three Lions.